# Coxilha de Santana
La Coxilha de Santana est une chaîne de collines de l'État du Rio Grande do Sul qui a son origine dans le Cerro Cunhatai, entre les municipalités de Lavras do Sul, Bagé et Dom Pedrito, où elle reçoit le nom de Haedo. Avec le nom de Serrilhada, elle passe entre les rios Santa Maria et Pirai Grande, ce dernier tributaire du rio Negro, allant en direction sud-ouest jusqu'au Mont do Cemitério, aux sources de l'Arroio São Luiz. À partir de là, elle change de direction pour le nord-ouest, prenant enfin le nom de Coxilha de Santana,  marquant la limite naturelle entre le Brésil et l'Uruguay. Continuant toujours dans la même direction, elle donne naissance, sur son versant sud, au rio Quaraí et, sur son versant nord, au rio Ibicuí. Elle est aussi la source de deux petits cours d'eau, le Paipasso, vers Barra do Quaraí, au sud, et le Japejú, vers le lieu-dit Barra do Ibicui, au nord.
La Coxilha de Santana, sur son parcours, a comme principaux reliefs le Cerro do Itaquitiá (ou Itaquatiá), le Cerro dos Trindades, le Cerro do Chapéu, le Cerro das Palomas, le Cerro da Cruz, le Cerro do Depósito, le Cerro do Chato et le Cerro do Jarau, au nord de Quaraí. Depuis Cerro Chato, descend vers le sud-ouest la Coxilha de Haedo, où naissent les ruisseaux qui forment le rio Quaraí, frontière naturelle avec l'Uruguay.